# 2023年世界水泳選手権ヨルダン選手団
2023年世界水泳選手権ヨルダン選手団は、2023年7月14日から7月30日まで日本の福岡で開催された第20回世界水泳選手権のヨルダン選手団、およびその競技結果。

## 選手団
- 人員: 選手 4人

## 選手名簿・結果
| 選手                 | 種目           | 予選      | 予選 | 準決勝   | 準決勝   | 決勝     | 決勝     |
| 選手                 | 種目           | 結果      | 順位 | 結果     | 順位     | 結果     | 順位     |
| -------------------- | -------------- | --------- | ---- | -------- | -------- | -------- | -------- |
| モハメド・ベドゥール | 男子50m自由形  | 23秒59    | 66位 | 予選敗退 | 予選敗退 | 予選敗退 | 予選敗退 |
| モハメド・ベドゥール | 男子100m自由形 | 52秒69    | 79位 | 予選敗退 | 予選敗退 | 予選敗退 | 予選敗退 |
| アムロ・アル＝ウィル | 男子100m平泳ぎ | 1分01秒80 | 34位 | 予選敗退 | 予選敗退 | 予選敗退 | 予選敗退 |
| アムロ・アル＝ウィル | 男子200m平泳ぎ | 2分12秒90 | 27位 | 予選敗退 | 予選敗退 | 予選敗退 | 予選敗退 |
| マリアム・ミスカル   | 女子50m自由形  | 28秒02    | 64位 | 予選敗退 | 予選敗退 | 予選敗退 | 予選敗退 |
| マリアム・ミスカル   | 女子100m自由形 | 1分01秒69 | 54位 | 予選敗退 | 予選敗退 | 予選敗退 | 予選敗退 |
| タラ・アルール       | 女子100m平泳ぎ | 1分16秒45 | 54位 | 予選敗退 | 予選敗退 | 予選敗退 | 予選敗退 |
| タラ・アルール       | 女子200m平泳ぎ | 2分44秒88 | 33位 | 予選敗退 | 予選敗退 | 予選敗退 | 予選敗退 |